# Закоян, Рудольф Оганесович
Рудольф Оганесович Закоян (арм. Ռուդոլֆ Հովհաննեսի Զաքոյան; 1930—2000) — учёный-агроном

, советский партийный и государственный деятель, первый секретарь Севанского района КП Армении (1964—1968), первый секретарь Эчмиадзинского района КП Армении (1968—1974), директор института «Армгипрозем» (1974—1994), заведующий кафедрой земледелия Армянской сельскохозяйственной академии (ныне Национальный аграрный университет Армении) (1994—2000), профессор, кандидат сельскохозяйственных наук.

## Биография
Рудольф Оганесович Закоян родился 30 сентября 1930 г. в г. Дилижан в семье служащего.
После окончания школы им. 26-ти комиссаров г. Еревана, в 1949 г. поступил на факультет садоводства и виноградарства АрмСХИ, который окончил в 1954 г., получив звание ученого-агронома, был направлен на работу в Варденисскую МТС на должность агронома.
За хорошую работу в МТС в марте 1956 г. МСХ Арм. ССР был выдвинут директором Варденисского государственного плодопитомнического совхоза, где благодаря его работе в районах севанского бассейна, нашли распространение мичуринские сорта яблоки, груши, сливы и ягодные культуры.
В июле 1959 г. Закоян Р. О. был назначен начальником сельскохозяйственной инспекции Разданского района, где был избран заместителем председателя Разданского райисполкома. В том же году Закоян Р. О. был выдвинут на партийную работу, сперва инструктором в сельскохозяйственный отдел, после ответорганизатором партийного отдела ЦК КП Армении. В 1962 г. решением бюро ЦК КП Армении Р. О. Закоян был выдвинут парторгом ЦК КП Армении по Разданскому производственному колхозно-совхозному управлению. В 1963 г. Рудольф Оганесович был избран секретарем Севанского сельского производственного парткома КП Армении, а с декабря 1964 г. был избран первым секретарем Севанского района КП Армении.
В эти годы наиболее ярко выразилась огромная работоспособность, крупные организаторские способности, свойства бесспорного лидера партактива района, Республики. С большим размахом как в г. Севан, так и по всему району велось строительство культурно-бытовых, новых промышленных объектов, жилищного строительства. Апофеозом трудовой деятельности Р. О. Закояна в Севанском районе стала его идея по превращению озера Севан в зону отдыха Республиканского значения и претворения в жизнь данной идеи. Для предания общественной звучности и обращения внимания руководства Республики к данному начинанию в 1967 г. Р. О. Закоян совместно с группой работников культуры, искусства, интеллигенции, партийных, советских руководителей выступил в печати открытым письмом по превращению бассейна озера Севан в зону отдыха трудящихся республики. Выступление было тепло принято, и за короткий срок были построены более двадцати домов отдыха, пансионатов, здравниц, туристических и спортивных баз, социально-культурных объектов. Закоян Р. О. обращал большое внимание и на повышение жизненного благосостояния населения. В эти годы был решен вопрос обеспечения г. Севана питьевой водой, превращения г. Севан в город республиканского подчинения, а так же был решен вопрос установления 20 % надбавки к зарплате трудящихся за высокогорность и другие социальные вопросы. Была проведена большая работа по озеленению берегов озера.
В 1968 г. Закоян Р. О. был избран первым секретарем Эчмиадзинского РК КП Армении, где по 1974 г. организовал строительство более десятка промышленных объектов и заводов союзного значения со своей инфраструктурой, жилыми массивами при заводах, перерабатывающих сельхозпродукцию предприятий. Быстрыми темпами велось жилищное строительство и благоустройство г. Эчмиадзин. Была проведена полная реконструкция старых виноградников, посажены тысячи гектаров новых виноградников, абрикосовых садов, также были достигнуты большие успехи в овощеводстве. Решением бюро ЦК КП Армении в 1974 г. Закоян Р. О. был утвержден директором Армянского Государственного проектного института по землеустройству. За долгое время работы в институте Закоян Р. О. проявил себя высококвалифицированным специалистом сельскохозяйственного производства, организатором науки и землеустроительного проектирования. Закоян Р. О. был инициатором, непосредственным руководителем и исполнителем в таких крупных разработках, как земельный кадастр, Генеральная схема использования земельных ресурсов Армянской ССР на длительную перспективу, отраслевые схемы, совместно с профессором И. Ю. Левицким является автором созданного впервые в СССР Атласа земельного кадастра Армянской ССР. Закоян Р. О. защитил кандидатскую диссертацию в области почвоведения, является автором более 48 трудов.
Входил в состав президиума 25-го съезда Коммунистической партии Армении.
Будучи принципиальным сторонником эффективного землепользования, знатоком жизни сельского населения и членом Государственной комиссии по приватизации земли, активно выступал против приватизации земли без обеспечения условиями, необходимыми для эффективного землепользования для неимущего сельского населения. С Правительством республики отношения Закояна Р. О. более обострились после острой критики решения по выделению под жилищное строительство огромного земельного массива дикой пшеницы, найденной еще академиком Вавиловым, близ музея Эребуни в городе Ереване. В 1994 г., проработав более двадцати лет в созданном им институте «Армгипрозем», Р. О. Закоян по собственному желанию освободился от должности директора института и перешел на преподавательскую работу в Сельскохозяйственную академию. По инициативе Р. О. Закояна была создана кафедра по землеустройству, и он же был избран первым заведующим кафедрой, профессором, где и проработал до конца жизни.
За свою многолетнюю и безупречную работу Закоян Р. О. был награжден орденами «Знак почета», трудового красного знамени и медалями СССР, являлся депутатом Верховного Совета Армянской ССР трех созывов, избрался членом ЦК КП Армении.
Закоян скончался 18 июня 2000 года в г. Ереване.

## Научные труды
- Айрапетян Э. М., Петросян Г. П., Закоян Р. О. Мелиорация, окультуривание и охрана почв Армянской ССР. — Ереван: Айастан, 1990. — 500 с. — ISBN 5-540-00993-2.
- Генеральная схема использования земельных ресурсов Армянской ССР до 2000 года
- Влияние сроков высадки рассады и удобрений на урожай и качество помидоров 1
- Влияние сроков высадки рассады и удобрений на урожай и качество помидоров 2
- Устройство для фиксации крупного рогатого скота
- Концентрированное стеклообразное калийфосфатное удобрение
- Буровая коронка
- Резервы увеличения пахотных земель в бассейне озера Севан

## Награды
- Орден «Знак Почёта»
- Орден Трудового Красного Знамени
- Золотая медаль ВДНХ
- Медали СССР